# ヴィクトール・オルタ

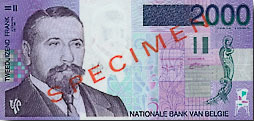
2002年まで用いられていた2000ベルギー・フラン紙幣の肖像

ヴィクトール・オルタ（Victor Horta、1861年1月6日 - 1947年9月8日）はベルギーの建築家・デザイナー。非対称的な曲線模様を特徴としたアール・ヌーヴォー様式を装飾芸術から建築へと取り込んだ最初の建築家と言われる。アール・ヌーヴォー建築の先駆者の一人で、数々の建築設計やインテリアデザインを手がけた。
タッセル邸（ブリュッセル、1898-1901年）が世界初のアールヌーヴォー建築作品である。
かつてベルギーで発行されていた2000フラン紙幣に肖像が使用されていた。

## 経歴
ヴィクトール・オルタは、1861年、ベルギーのヘントに生まれる。12歳の頃、叔父が働いていた建設現場を手伝ったのが、建築に興味を持ったきっかけであったと言われる。ゲント芸術学校でドローイング、織物、建築を学んだが、その後パリ、モンマルトルに移り住み、インテリアデザイナーとして職を持つ。そこで、台頭しつつあった印象派や点描主義の影響を受けると同時に、鉄とガラスの可能性を実感する機会を得た。
1880年、父の死を機にベルギーに帰郷したオルタは、ブリュッセル王立美術アカデミーに入学するとともに、結婚し二人の娘の父親となった。オルタは、ブリュッセルにおいて、後にアール・ヌーヴォーの同志となるポール・ハンカーと親交を築いている。オルタは学業で優秀な成績を納め、教授である古典主義建築家アルフォンス・バラットの助手として採用された。アルフォンス・バラは、当時のベルギー国王、レオポルド2世のお抱え建築家であったため、共同でラーケン王宮温室の設計に携わることになった。これが、オルタが手掛けた鉄とガラスの建築の最初となる。
1885年にはオルタは独立し、同じ年に3棟の住宅の設計を手掛けている。その後は富裕な個人のための住宅設計を避けるようになり、専ら公共物の設計競技に打ち込むようになる。その対象は、建築のみにとどまらず、彫刻、果ては墓石にまで及んだ。オルタはこの頃すでに、彎曲した形状に注目していたが、あくまでも実用性を重視し、決して芸術を気取ったものとしないとの信念を持っていたと言われる。
1892年、アール・ヌーヴォーを紹介する展示会が開かれると、オルタはこれに大きな衝撃を受ける。このときの衝撃を随所に盛り込んだ、タッセル教授の依頼による住宅は、1893年に完成する。植物をモチーフとした有機的な曲線形状を鋳鉄で作り上げて内装装飾としたタッセル邸は、アール・ヌーヴォー建築の最初の成功例となった。華やかで緻密な装飾と自然光に彩られた室内ではあるが、石造りのファサードの奥に隠されているため、落ち着いた街並みの中に溶け込んでいる。
同じ頃、オルタはその交友範囲を大きく広げ、フリーメイソンの一員となっている。ブリュッセルに拠点を置くLes Amis Philanthropesというロッジのメンバーとなった1893年以降、再び住宅や店舗の設計に戻る傾向が明らかとなる。
そのデザインには批判的な声も決して小さくはなかったが、オルタの元には次々とブリュッセル中の重要な建築物の設計依頼が舞い込む。この新しい建築様式にさらに改良を加えつつ、ソルヴェー邸（1895-1900年）、自邸（1898年）でも、質素な鉄と石のファサードの中に、複雑な鉄のインテリアを閉じこめる方式を踏襲していった。
アール・ヌーヴォーがその名声を失った後、オルタの作品の多くが取り壊される運命をたどった。進歩的な政党Parti Ouvrier Belgeのために建てられた、人民の家（Maison du Peuple 1895-1899年）もその一つであり、1965年に解体された。しかしながら、かつてのオルタの助手、ジーン・デルヘイの尽力により現存しているものもあり、旧ウォーケーズ百貨店（現ベルギー漫画センター）はその中でも著名なものである。現存する4棟の個人住宅は、建築家ヴィクトル・オルタの主な都市邸宅群 (ブリュッセル)として、2000年、ユネスコ世界遺産に登録されている。

## 主な作品
- タッセル邸（1892-1893年）
- ソルヴェー邸（1895-1900年）

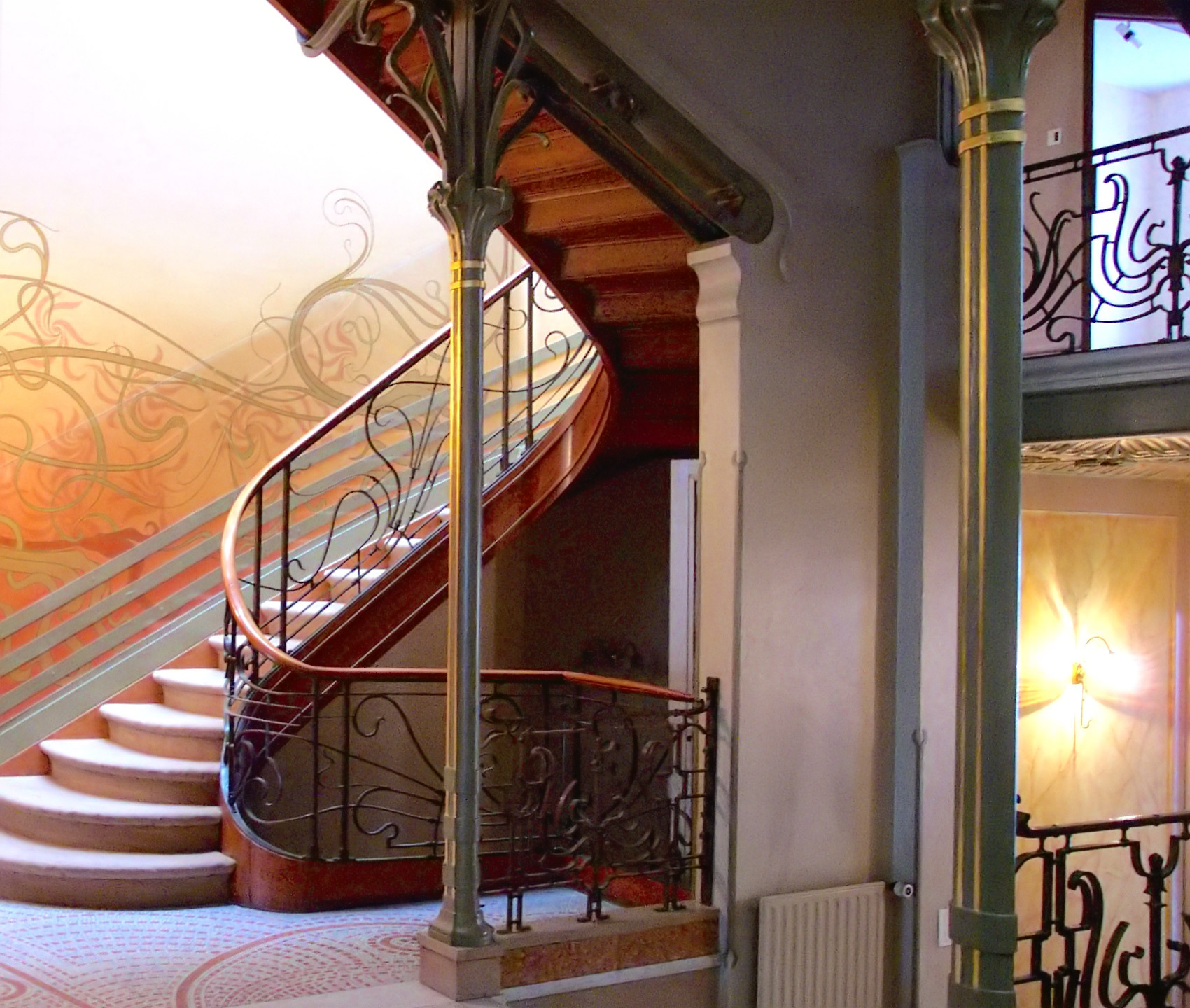
タッセル邸の階段

- ヴァン・エドヴェルド邸（1897-1901年）[4]
- 自邸（オルタ邸。現オルタ美術館。1898年）
- 旧ウォーケーズ百貨店（現ベルギー漫画センター。1906年）
- Temple of Human Passions（ブリュッセル、サンカントネール公園内　1889年）彫刻家ジェフ・ランボー作の大理石のレリーフを所蔵する。
- オートリック邸 （1893年）アールヌーヴォー誕生の過程を展示する美術館として、内部を公開している。
- フリゾン邸 （ブリュッセル　1894年）
- トゥルネー美術館（1928年開館）
- 芸術の宮殿（Palais des Beaux-Arts / Paleis voor Schone Kunsten　ブリュッセル、1922-1929年）
- ブリュッセル中央駅
- パレ・デ・ボザール[5]